# Rádce z Předmostí
Rádce z Předmostí bylo periodikum určené chovatelům, pěstitelům a zahrádkářům. Objevovaly se v něm například články zasvěcující zájemce do chování králíků, drůbeže či holubů. Mezi přispěvatele časopisu patřil i Josef Knejzlík, který časopis také vydával. Podle rad z časopisu zkoušel v mládí chovat holuby a včely také Zdeněk Svěrák, avšak ne s příliš velkým úspěchem. Tato zkušenost se odrazila i v knize a filmu Po strništi bos, kde otec postavy inspirované dětstvím Zdeňka Svěráka zkouší podle Rádce z Předmostí holubařit. 